# Municipio de Tepetlaoxtoc
El municipio de Tepetlaoxtoc es uno de los 125 municipios del estado de México, México. Está localizado al oriente de la entidad federativa. Limita al norte con Acolman, Teotihuacán, San Martín de las Pirámides y Otumba; al sur con Papalotla y Texcoco; al este con el municipio de Calpulalpan del estado de Tlaxcala y el municipio de Emiliano Zapata del Estado de Hidalgo y al oeste con Acolman y Chiautla.Se ubica en la región de la Altiplanicie Pulquera y es uno de los siete municipios de la Región Texcoco.
Fue declarado Pueblo con Encanto por el Gobierno del Estado de México, el 30 de marzo del 2023.

## Toponimia
La forma correcta en náhuatl de escribir el topónimo es con "z": Tepetlaoztoc, así se escribió durante siglos como lo muestran los códices y documentos de archivo. En el siglo XIX se cambió la "z" por la "x", la forma oficial de escribirlo es: Tepetlaoxtoc.
Etimológicamente, el nombre significa ''En las cuevas de tepetate''. Deriva de las palabras en náhuatl ''Tepetlatl'', que quiere decir ''tepetate''; ''oztotl'', que quiere decir ''cueva''; y el locativo ''-co'', que muta a ''-c'' con sustantivos cuya raíz termina en vocal.

## Historia

### Periodo prehispánico
La arqueología ha mostrado que en Tepetlaoxtoc existió una aldea durante el Preclásico Superior del 500 a.C al 200 d.C; posteriormente en el Clásico tuvo vínculos con los teotihuacanos, del 200 al 800 d.C, como lo evidencias restos de cerámica encontrados en su territorio. Siguió la etapa tolteca del 900 d.C al 1100 d.C, como lo menciona el Códice Xolotl al hablar de la población Tolteca Teopa, que ya existía antes de la fundación del señorío.
Xolotl envío a su hijo Nopaltzin a efectuar un recorrido por la cuenca de México para que buscara lugares donde hubiera cuevas, que eran sus templos y les servía para establecer sus hogares. Nopaltzin vio los poblados de Tolteca Teopa y Tzinacanoztoc y en medio de ellos localizó un cerro con cuevas de tepetate (Tepetlaoztoc). Posteriormente seis grupos de chichimecas belicosos, de la familia lingüística otopame y huasteca, le pidieron a Xolotl un sitio para asentarse y los envió a diferentes partes del valle de México, teniendo como cabecera Tepetlaoxtoc desde entonces surgió el señorío chichimeca, aproximadamente en el año 1183 d. C, fecha que ha sido considerada por los especialistas como la más aproximada, fundado por Huei Tonatiuh y Ocotochtli. Desde entonces la historia de Tepetlaoxtoc es ininterrumpida. Los tlatoanis chichimecas fueron Ocotochtli, Huei Tonatiuh, Tohueyo, Techocahuilli y Tochipay.
Tepetlaoxtoc enfrentó una lucha entre los chichimecas tradicionalistas que deseaban seguir con su forma de vida nómada en contra de los chichimecas que se habían toltequizado adoptando la vida sedentaria y las enseñanzas nahuas. También se ha encontrado en la región presencia de grupos culturales como los huastecos de filiación maya y los tlailotlaque y chimalpaneca provenientes del actual Oaxaca.
Después de varias guerras, de muchas oleadas migratorias y de un fuerte proceso de aculturación, se dio paso al señorío acolhua caracterizado por que su gente hablaba el náhuatl más fino del Valle de México, que poseía una numeración posicional como la maya, que conocían el cero, que podían calcular perímetros y área; que su cartografía era muy detallada y sus genealogías eran muy exhaustivas, muestra de todo eso lo encontramos en los códices de Tepetlaoxtoc que todavía se conservan: Kingsborough, Vergara y Asunción. Los tlatoanis de esta fase fueron: Cocopin, Azcaxoch (hija de Nezahualcoyotl), Cuautlatoazin (yerno de la anterior), Tlilpotonqui y Luis Tejeda.

### Periodo Virreinal
Los habitantes de Tepetlaoxtoc, encabezados por Juan Diego y Miguel Cortés Ixquixochitl participaron en la Toma de Santiago Tlatelolco, del lado de los españoles en 1521. Los encomenderos de Tepetlaoxtoc fueron: Hernán Cortés, Diego de Ocampo, Miguel Díaz de Aux y Gonzalo de Salazar, este último llevó la explotación de los indígenas a sumo grado, tanto que los indígenas iniciaron un litigio, para el cual escribieron los códices Kingsborough, Vergara y Cuauhtepoztla.
Tepetlaoxtoc fue una región evangelizada por los dominicos, conserva aún esa influencia a partir de los cultos a los santos patrones con respectivas fiestas y tradiciones. Fray Domingo de Betanzos fundó en el año de 1527 la vicaría de santa María Magdalena que para 1535 alcanzaría el rango de casa de recolección. Betanzos luchó a favor de los derechos de los naturales y junto con Fray Julián Garcés y Fray Bernardino de Minaya lograron la Bula Sublimis Deus por la cual se reconoció el mismo nivel de racionalidad a los indígenas que a los españoles.
También por orden de Betanzos Fray Juan de la Magdalena realizó en Tepetlaoxtoc la traducción del latín al castellano de la primera obra que vio la luz gracias a la imprenta, en toda América: La Santa Escala de san Juan Clímaco. Al ser Tepetlaoxtoc parte fundamental de la ruta México – Veracruz, la población se dedicó a la arriería y actividades relacionadas con la atención de mesones. Fue célebre por su producción pulquera, siendo junto con Calpulalpan y Apan parte del triángulo del pulque.
En 1643 la vicaría alcanzó el grado de parroquia y en 1703 se abrió el santuario de san Sebastián Mártir. Los dominicos estuvieron en Tepetlaoxtoc hasta el año de 1777, cuando la parroquia fue secularizada, su primer sacerdote del clero secular fue don Miguel Araujo.
Durante el virreinato se amalgamaron la cultura indígena y la española fundiéndose instituciones y creando una cultura híbrida. El señorío indígena (tlahtocayotl) sería la base para la organización de las llamadas Repúblicas de Indios, a su vez se retomó la herencia española del ayuntamiento y municipio que se instauró muy pronto en nuestro continente, por ejemplo: Hernán Cortés una de sus primeras acciones fue fundar el primer ayuntamiento: el de la Santa Veracruz, en 1519.
Tepetlaoxtoc formaba parte de la alcaldía mayor de Texcoco hasta 1786 que se transformó en subdelegación de Texcoco, perteneciente a la intendencia de México.
Siguiendo esta tradición en 1812 la Constitución de Cádiz sentó las bases para organizar los municipios y ayuntamientos. Siguiendo esos postulados el 9 de julio de 1820 se erigió el Ayuntamiento de Tepetlaoxtoc, siendo el primer alcalde don José María Espinosa de los Monteros y virrey de la Nueva España Juan Ruiz de Apodaca, Conde de Venadito.

### Siglo XIX
En Tepetlaoxtoc se dieron dos batallas en la Independencia en los años de 1816 y 1821. En el Archivo Municipal existe relación de otra batalla muy importante que se dio el 17 de enero de 1867 cuando el coronel Mucio Maldonado venció a los franceses y conservadores en el cerro del Calvario.
En 1876 el Padrón de ese año menciona que en Tepetlaoxtoc existían 23 localidades con un total de población de 5034 habitantes. La cabecera tenía una población de 1624 habitantes. Todavía en ese año aparecen localidades que ya no existen: San Jerónimo Chimalpa y Santa Catarina. Tomando en cuenta su importancia y tradición histórica, política y por su número de población, el 23 de abril de 1877 se elevó la cabecera a Villa de Tepetlaoxtoc de Hidalgo, siendo alcalde don Onofre Sánchez. Villa es una categoría política que se le da una localidad mayor que un pueblo y menor que una ciudad.
Manuel Payno hizo célebre a Tepetlaoxtoc en su novela de costumbres mexicanas Los bandidos de Río Frío, los cuales efectivamente vivieron en el municipio como lo muestran documentos encontrados en el AGN en la sección Justicia.
En el Porfiriato Tepetlaoxtoc se integró al ferrocarril interoceánico, existiendo todavía el tepancal de la estación, pero esto trajo consigo la paulatina desparición de la arriería.

### Siglo XX y siglo XXI
En la Revolución Mexicana se dieron enfrentamientos entre Carrancistas y Zapatistas. Tepetlaoxtoc quedó aislado cuando se construyó la carretera México - Calpulalpan y esta no pasó por la cabecera. Por otra parte a la mitad del siglo XX se introdujo el gasoducto que va de Tabasco a México, generando constantes problemáticas.
En 1977 se celebró el Centenario de la Elevación de la cabecera a villa.
Cabe aclarar que el nombre del municipio es solo Tepetlaoxtoc y su cabecera sede del ayuntamiento es la villa de Tepetlaoxtoc de Hidalgo.
Tepetlaoxtoc fue de los primeros municipios del Estado de México en buscar opciones alternativas de gobierno, por lo que se constituyó en un bastión del Partido de la Revolución Democrática.
Durante los siglos XX y XXI se han filmado allí varias películas, protagonizadas por la india María, Rubén Aguirre (El profesor Jirafales), los hermanos Almada: la más famosa de ellas ha sido El crimen del padre Amaro, protagonizada por Gael García Bernal.

## Política y gobierno
Tepetlaoxtoc ha sido considerado por el INEGI como un municipio de la Zona Metropolitana de la Ciudad de México.
| Presidente municipal             | Periodo   |
| -------------------------------- | --------- |
| Heriberto Blancas R.             | 2000-2003 |
| Reynaldo Sánchez Martínez        | 2003-2006 |
| Juan Vázquez González            | 2006-2009 |
| Amado Islas Espejel              | 2009-2012 |
| J Saleme Donato Sánchez González | 2013-2015 |
| Rolando Trujano Sánchez          | 2016-2018 |
| María Eva Bustamante Venegas     | 2019-2021 |
| Ismael Olivares Vázquez          | 2021-2024 |
| Diana Lizbeth Morales Méndez     | 2025-2027 |

## Economía

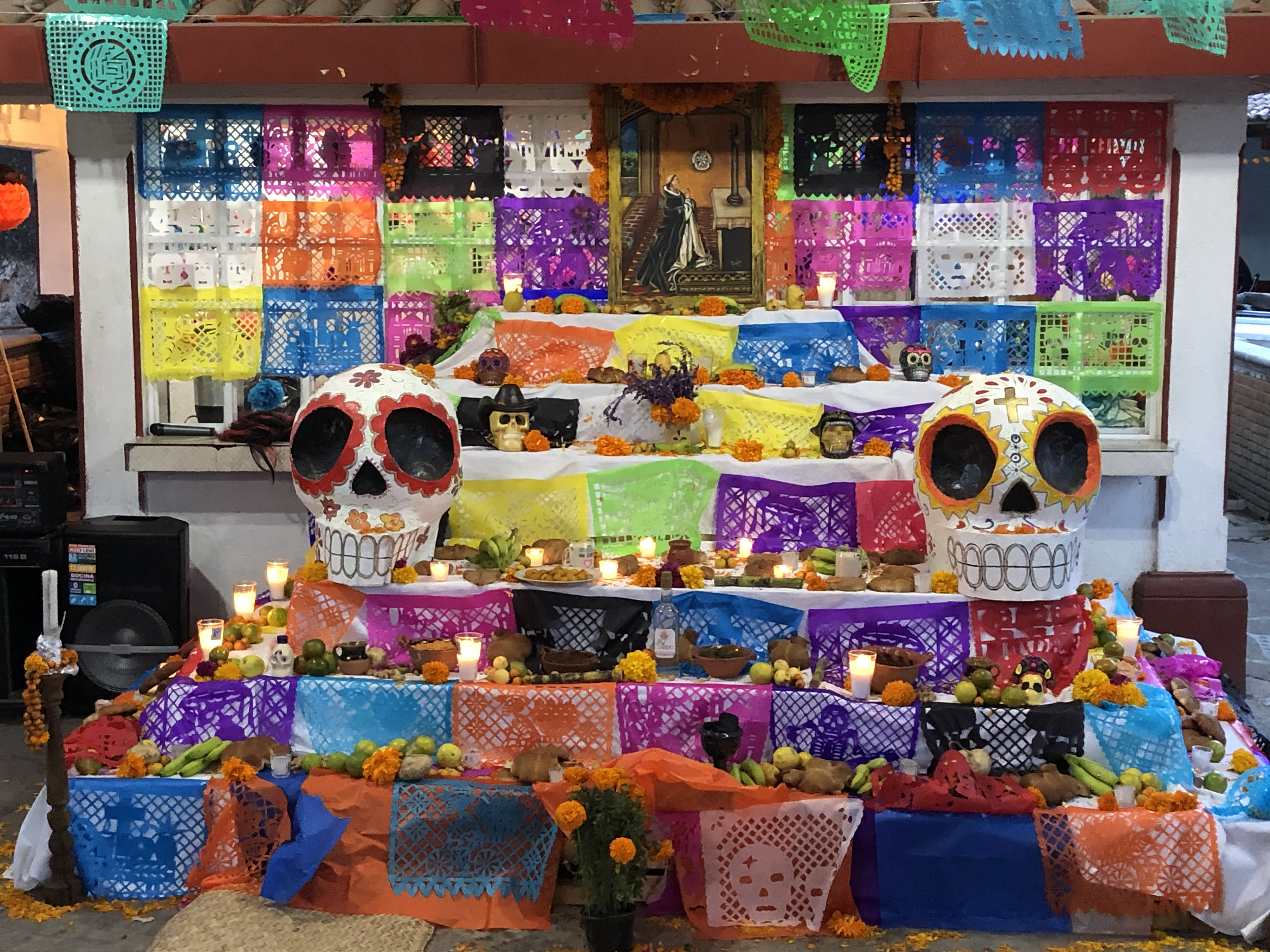
Ofrenda de Día de Muertos Tepetlaoxtoc

### Turismo
El municipio de Tepetlaoxtoc cuenta con importantes atractivos turísticos tanto naturales como culturales, que permitirían el desarrollo de diferentes modelos de turismo como el ecoturismo, el turismo cultural, el turismo deportivo y de aventura.
Desde el punto de vista cultural destaca, el sitio arqueológico con pirámide circular de Quetzalcóatl, el eremitorio de fray Domingo de Betanzos, en el que existe un museo; la iglesia y convento de santa María Magdalena con hermosas pinturas murales del siglo XVI, el santuario de San Sebastián, las iglesias de San Pedro Chiautzingo, Santo Tomás Apipilhuasco y San Bernardo Tlamimiloplpan. Ex haciendas de San Nicolás, San Telmo, San Vicente Altica, San Pablo Jolalpan, entre otras.
Existen a lo largo del municipio bellos puentes entre los que destacan el Nezahualcoyotl y el Anitzo.

## Demografía
Entre sus localidades figuran la cabecera que es la Villa de Tepetlaoxtoc de Hidalgo y pueblos como San Pedro Chiautzingo, San Pablo Jolalpan, San Bernardo Tlamimilolpan, San Andrés de las Peras, La Concepción Jolalpan, San Juan Totolapan, Santo Tomás Apipilhuasco. La extensión territorial del municipio es de 172,38 km² y su densidad de población en el año 2005 fue de 147,9 H/K2.
La población en el 2005 según el INEGI fue:12.529 hombres; 12.978 mujeres, dando un total de 25507 habitantes, con un índice de masculinidad de 96,54.

## Cultura

### Gastronomía
Entre los platillos típicos de Tepetlaoxtoc se encuentran, los escamoles. el ahuahutle, los gusanos de maguey, los ajolotes, tlacoyos (hechos de maíz y con un relleno de frijol o haba), barbacoa de borrego, tlaxcales (hechos de maíz y guayaba) entre otros exquisitos platos que se pueden degustar.
Respecto a las bebidas típicas de la región se destaca el pulque natural o preparado (curados de fruta natural).

## Fiestas Patronales

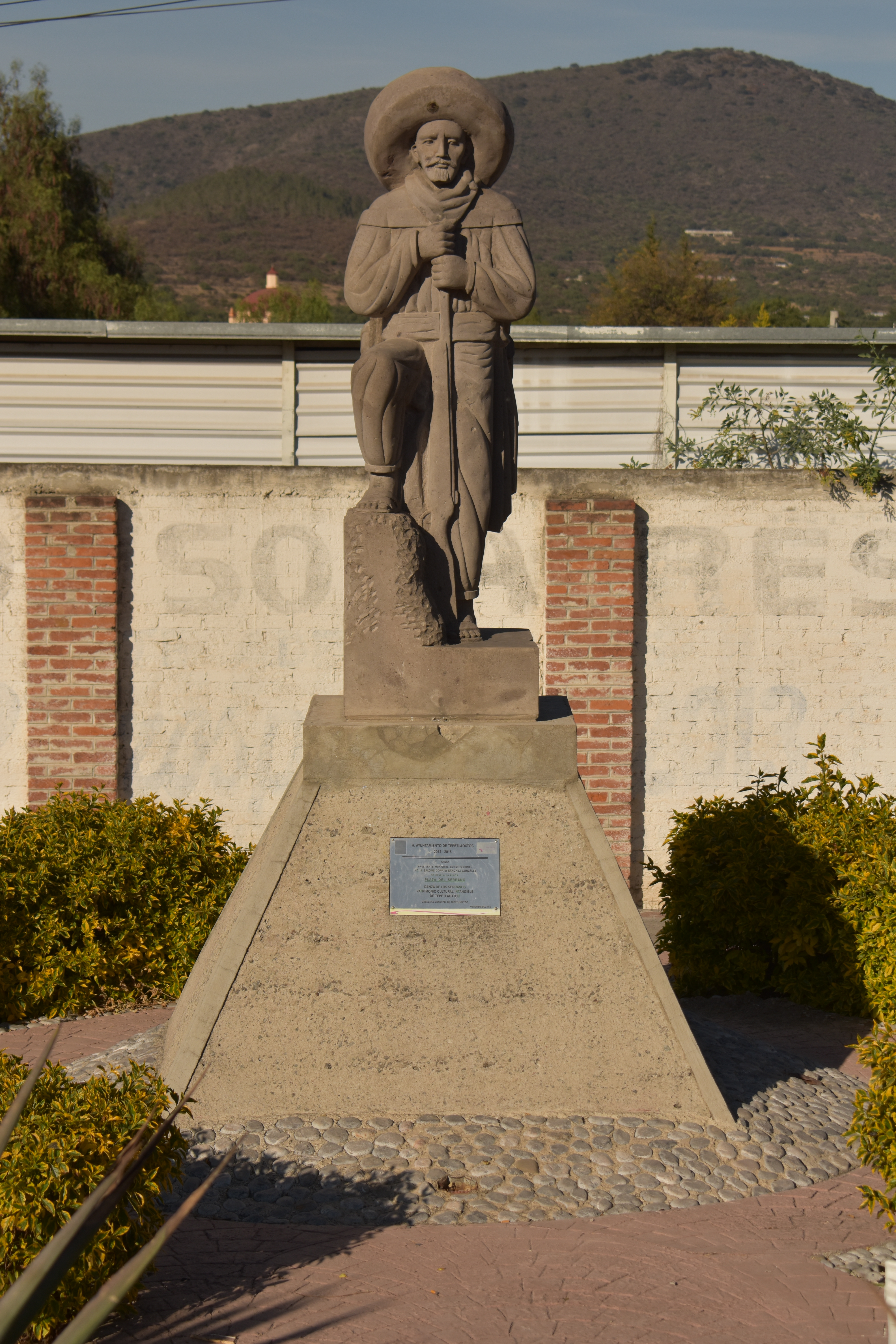
Estatua de los Serranos.

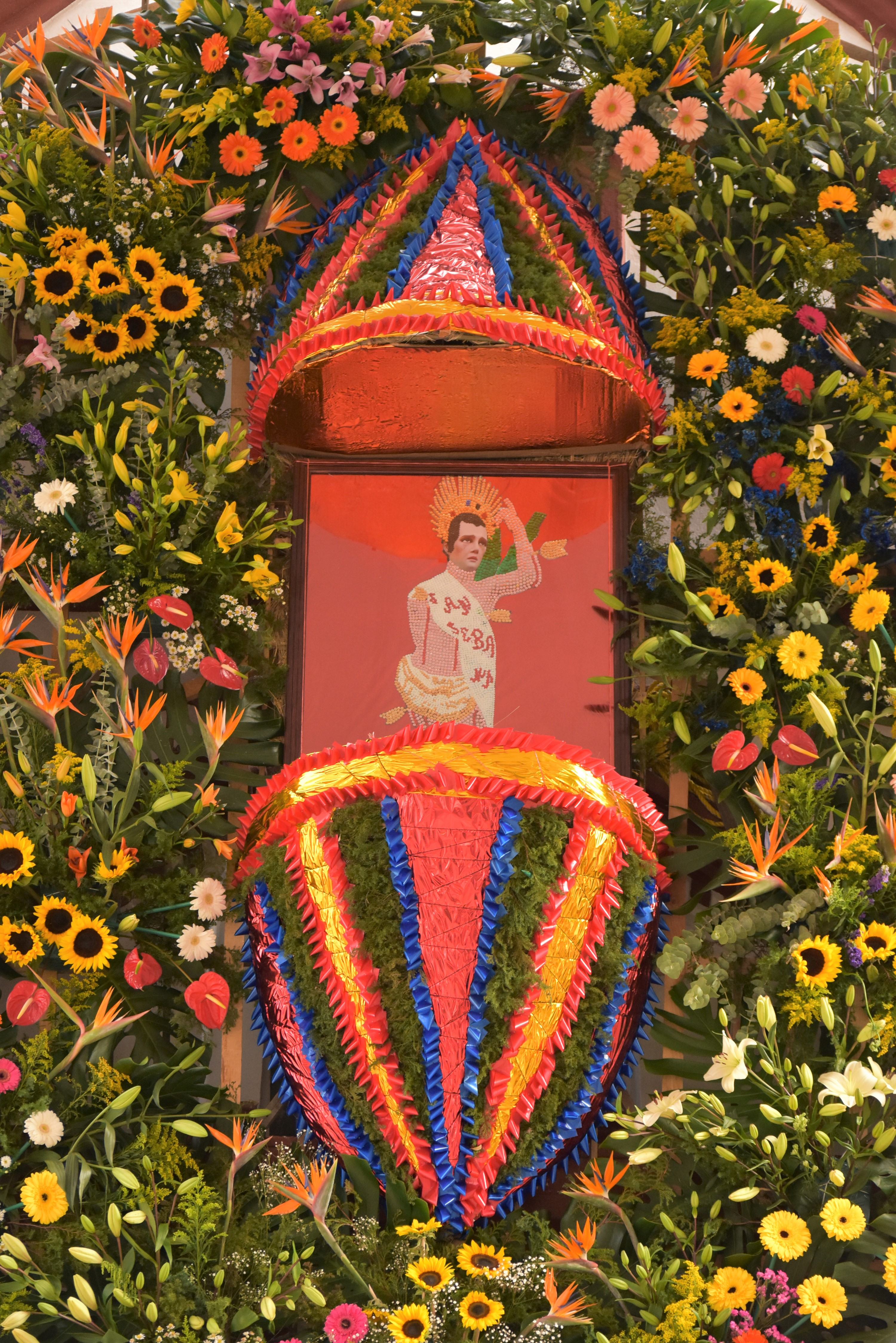
Altar en el 2021 del Mártir San Sebastián.

Tepetlaoxtoc también se destaca a nivel turístico por su fiesta patronal, en la que los habitantes dedican quince días a la veneración de: San Sebastián Mártir.
Las historias que dan cuenta de la llegada del santo a ese lugar, se encuentran rodeadas de misticismo.

En 1695 una récua llegó a Tepetlaoxtoc con un cargamento procedente del puerto de Veracruz hacia la ciudad de México, entre los objetos que transportaba traía una gran caja. Cuando los arrieros se disponían a marcharse y cargaron sus mulas, el animal que transportaba la caja se echó, un hombre trató de levantar a la asémila sin éxito, al ver que sus compañeros se alejaban, pidió al mesonero le guardara su cargamento y prometió volver para reclamarlo. Pasó al tiempo y aquel arriero nunca más se presentó, entonces las autoridades del pueblo procedieron a abrir la caja en el año de 1698 y se encontraron una escultura de San Sebastián Mártir. En el año de 1703 el párroco dominico Antonio de Pastrana, abrió la capilla dedicada a San Sebastián
José Omar Tinajero Morales

Los habitantes de Tepetlaoxtoc consideran un milagro, el que la mula no haya querido moverse y creen que ese es el lugar que Sebastián Mártir eligió para permanecer.
La celebración comienza el 19 de enero con la llegada de los peregrinos del pueblo de San Pedro Chiautzingo, quienes arribarán a la capilla del santo para presenciar el llamado "día grande": 20 de enero (este día fue dispuesto por la Iglesia católica para celebrar al mártir).
En adelante la festividad se reparte entre las distintas mayordomías, que habrán de conformarse según la tradición popular.
Así estas cuadrillas o agrupaciones se encargarán de aportar lo necesario para la realización de los festejos. Cada grupo está representado por un gremio y se organizan de la siguiente manera:
Mayordomía de los Mexicanos: Son personas originarias de Tepetlaoxtoc que radican en el Distrito Federal; llegan al municipio una semana antes de comenzar los festejos repartiendo regalos entre los asistentes, y son recibidos por autoridades, vecinos y familiares.
Mayordomía 20 de Enero: Es la mayordomía mayor, se encarga de organizar el festejo del día principal.
Mayordomía de los Cirios: Se realiza el domingo siguiente al 20 de enero, como su nombre lo indica, los agremiados se reúnen desde las 5:00 a. m. para peregrinar por el lugar, llevando cirios.
Mayordomía de las Molenderas: Se caracteriza por estar compuesta primordialmente de mujeres, quienes se dedican a la producción del mole, en este festejo se llenan cazuelas moleras de diferentes tamaños con tequila, refresco y hielos, las damas que se reúnen bailan alrededor de las cazuelas y las mayordomas con una cuchara grande de madera van ofreciéndoles a las señoras mientras siguen bailando, les otorgan jarros o cazuelas más pequeñas con tequila, y conforme se van acabando las cazuelas de vino, las molenderas que quieran integrarse a la mayordomía del siguiente año la cargan y bailan con ella.
Mayordomía de los Gañanes: Son llamados gañanes quienes se dedican a arar la tierra con ayuda de una yunta. Este grupo realiza un paseo por la tarde, llevando consigo el arado, realizan concursos en los que se premia al que realiza el mejor surco en la tierra, el menor tiempo posible.
Mayordomía de los Tlachiqueros: Actualmente, el día en el que se presenta éste gremio es en el que más visitantes acuden a Tepetlaoxtoc, pues quienes acuden al paseo que se realiza por la tarde, serán deleitados con un vaso de pulque. Un Tlachiquero es aquel que se dedica a obtener del maguey, la materia con la que se elabora dicha bebida alcohólica. Se hace un recorrido por las calles del pueblo en el cual se puede observar una reina llamada "Xochitl", burros jalando carga, magueyes, señores sacando agua miel (fermentado es el pulque) y tlacuaches, que son animales conocidos por robar, beber y orinarse en el pulque estando en el maguey.8
Mayordomía de los Arrieros: Son personas que estaban dedicadas al transporte con recuas de mulas de la ciudad de México a Veracruz, vía Xalapa. Se encargan de realizar una representación de Los Bandidos del Río Frío, con esto se dan por terminados los festejos.
Existen otras mayordomías, que aunque son pequeñas, no carecen de importancia dentro de la celebración, como son: Mayordomía de los serranos, albañiles y comerciantes. Existen también cuadrillas de danzas como la de los vaqueros, los sembradores, los nacos, dancitas, Santiagos, etc.
Sin embargo el paso del tiempo también ha desaparecido gran parte de estos gremios y transformado las tradiciones originales.
En la explanada principal se coloca una muestra gastronómica y artesanal que los visitantes pueden disfrutar y en la plaza de San Sebastián, frente a la capilla, se organizan espectáculos pirotécnicos y bailes. Además cada año, es convocado un elenco artístico para amenizar la fiesta.